# Ротонда (Миколаїв)
Ротонда шахового клубу — частина архітектурного ансамблю Миколаївського шахового клубу, до якого також входять палац і парк. Розташована поблизу Флотського бульвару по вулиці Набережній (на розі з вулицею Фалєєвською). Має статус пам'ятки архітектури місцевого значення.

## Історія
Ротонда була зведена на початку ХХ століття. За час існування споруда декілька разів змінювала господаря. 
У 1988 році старий будинок, де раніше розміщувався відділ зв'язку, звільнився й після реставрації в 1999 році разом із ротондою став власністю шахового клубу.
У квітні 2018 року в ротонді обрушилася стеля, та вже у вересні того ж року було розпочату реконструкцію споруди.

## Опис та розташування
Білосніжна ротонда з колонами виконана в античному стилі. Розташована неподалік від Флотського бульвару в невеличкому сквері біля будівлі шахового клубу (вул. Фалєєвська 1).

## Галерея

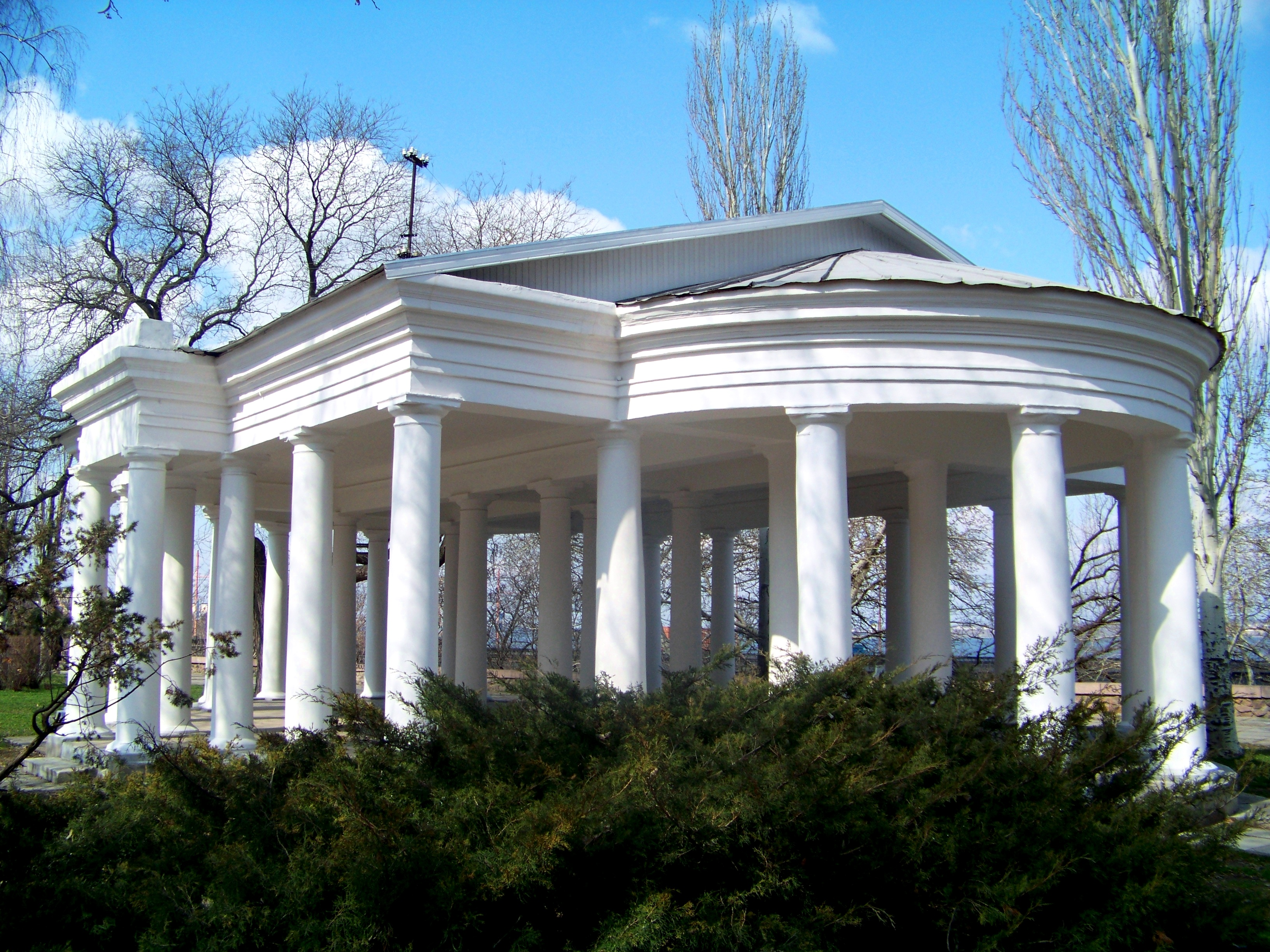
Ротонда в березні 2009
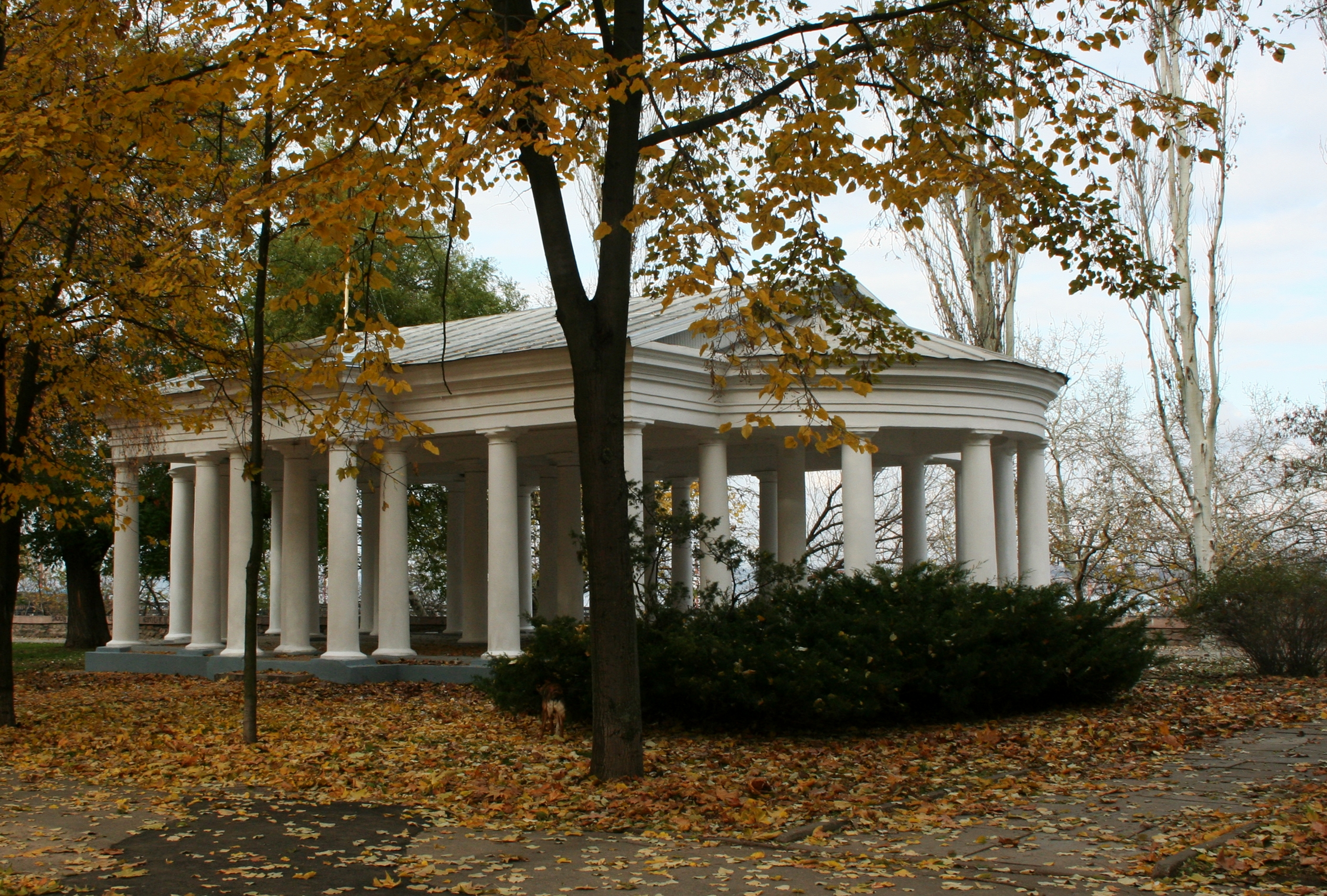
Ротонда у вересні 2012
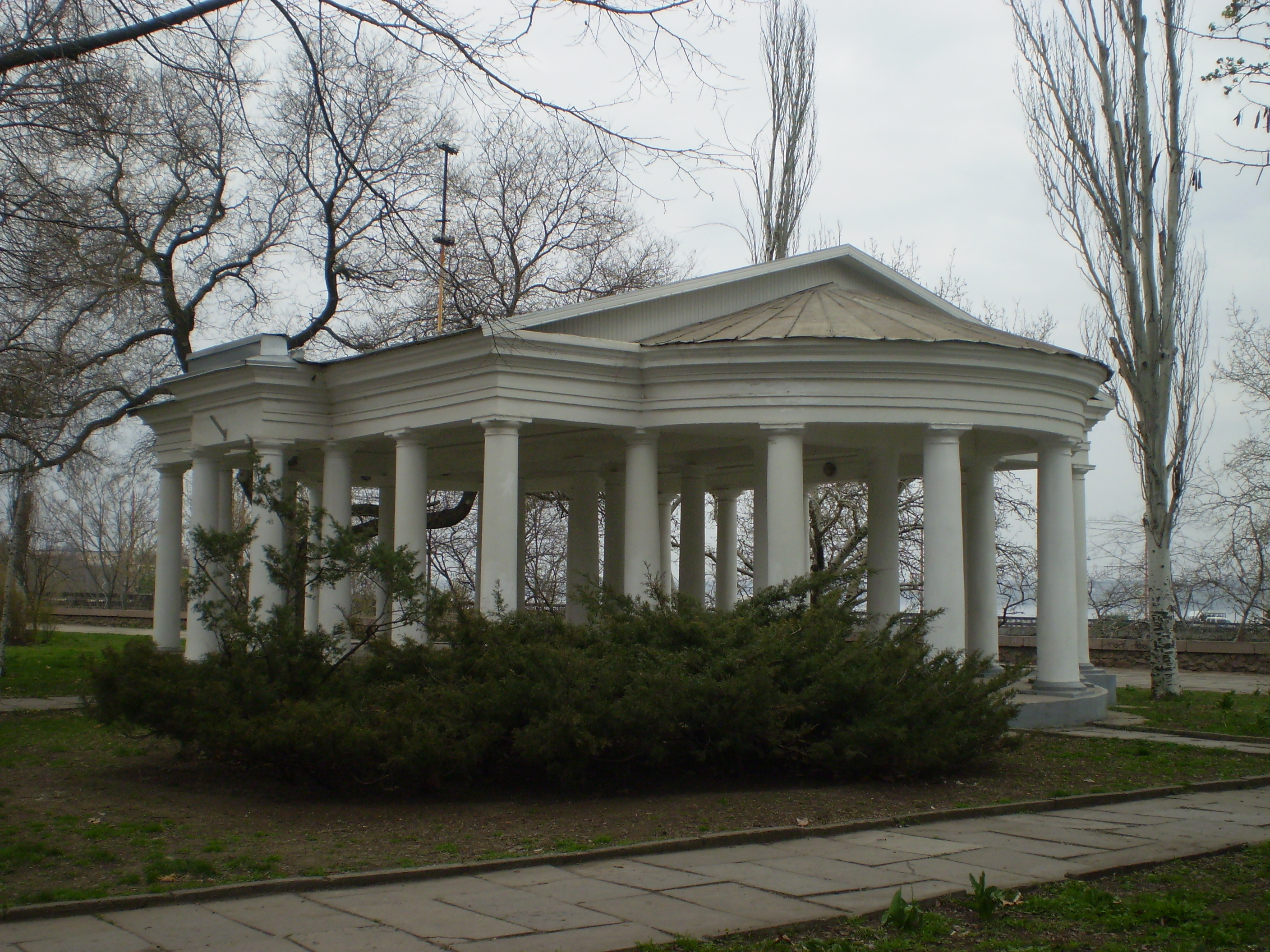
Ротонда в квітні 2013
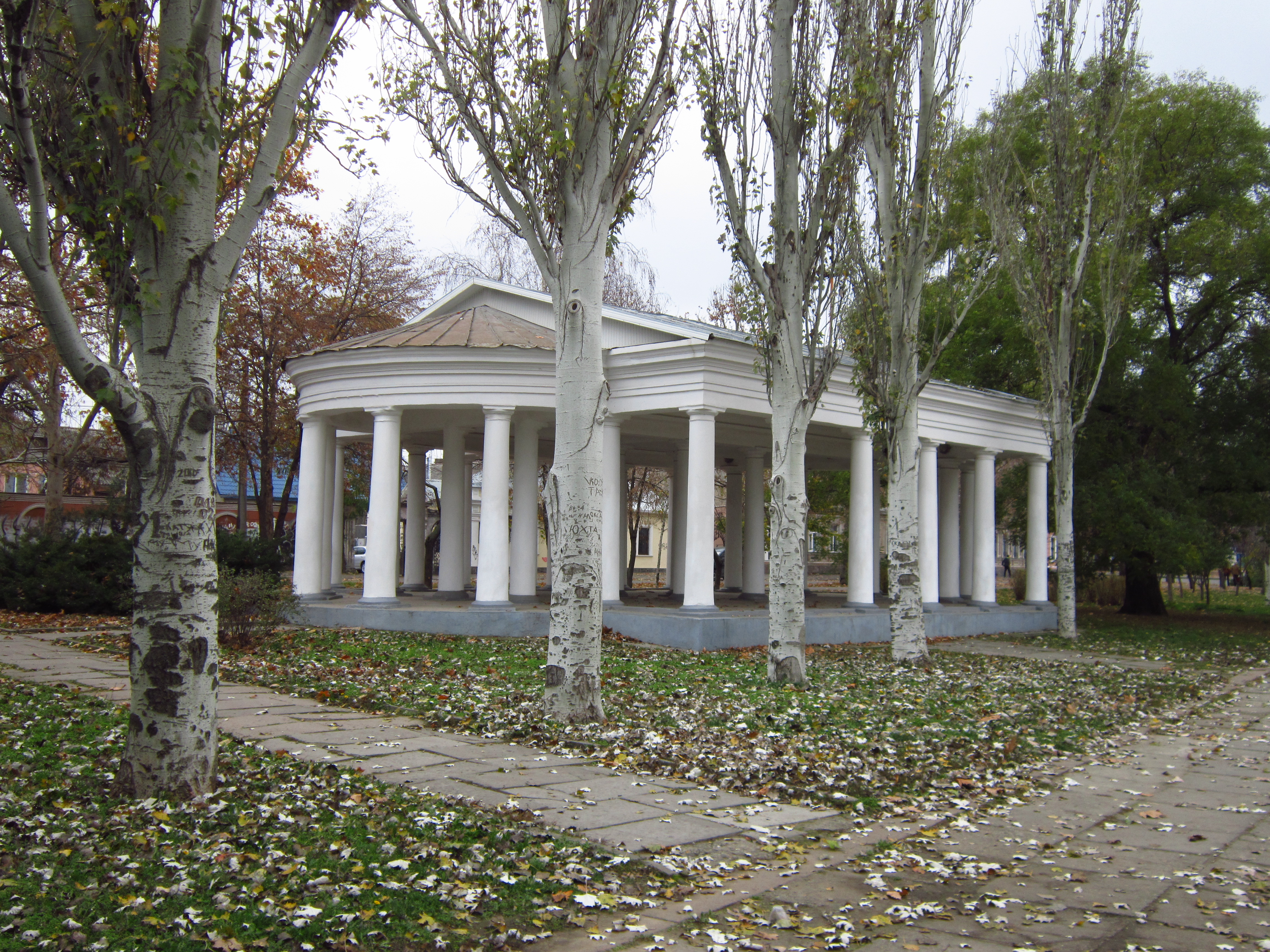
Ротонда в листопаді 2013
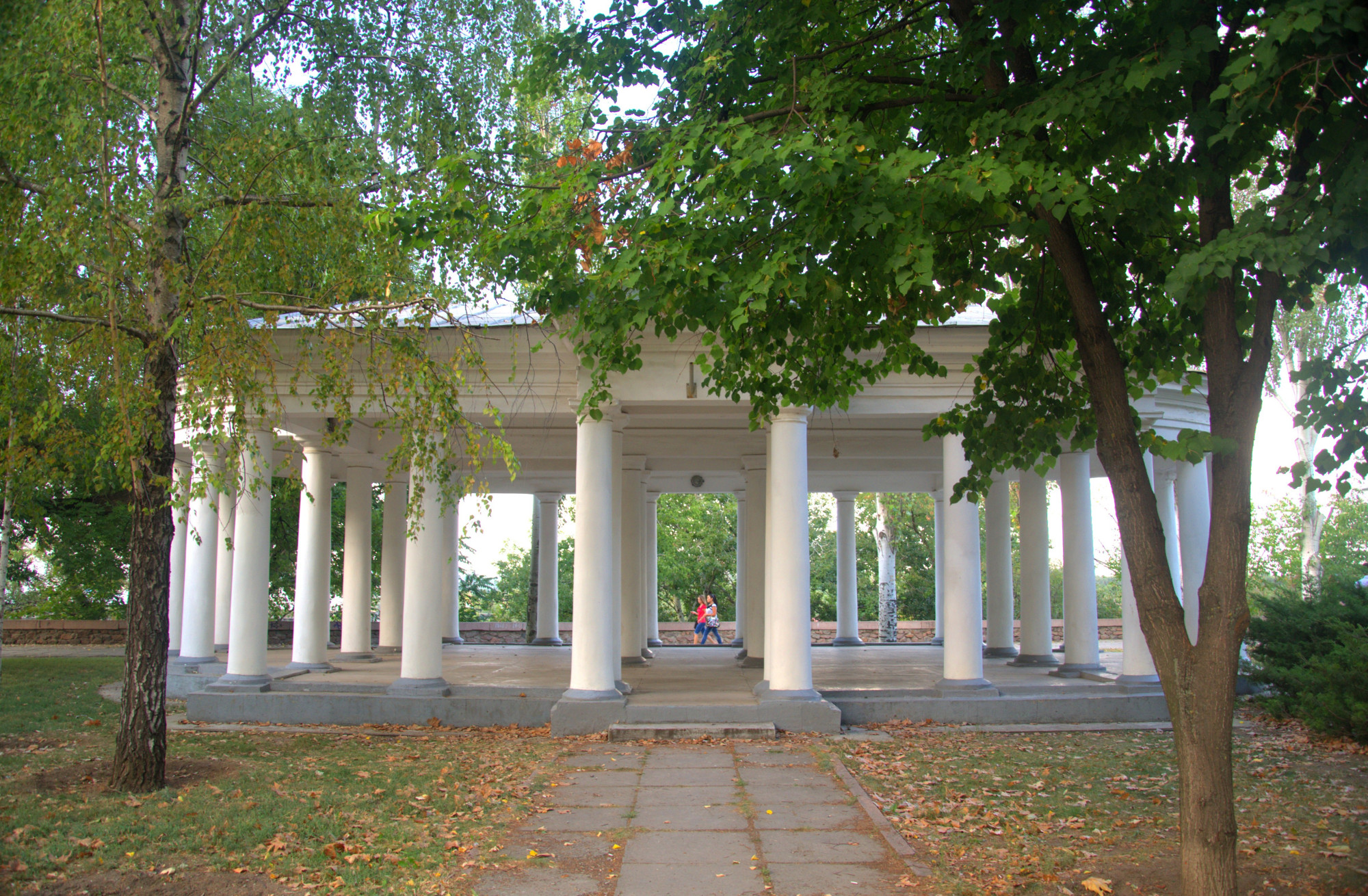
Ротонда в жовтні 2014
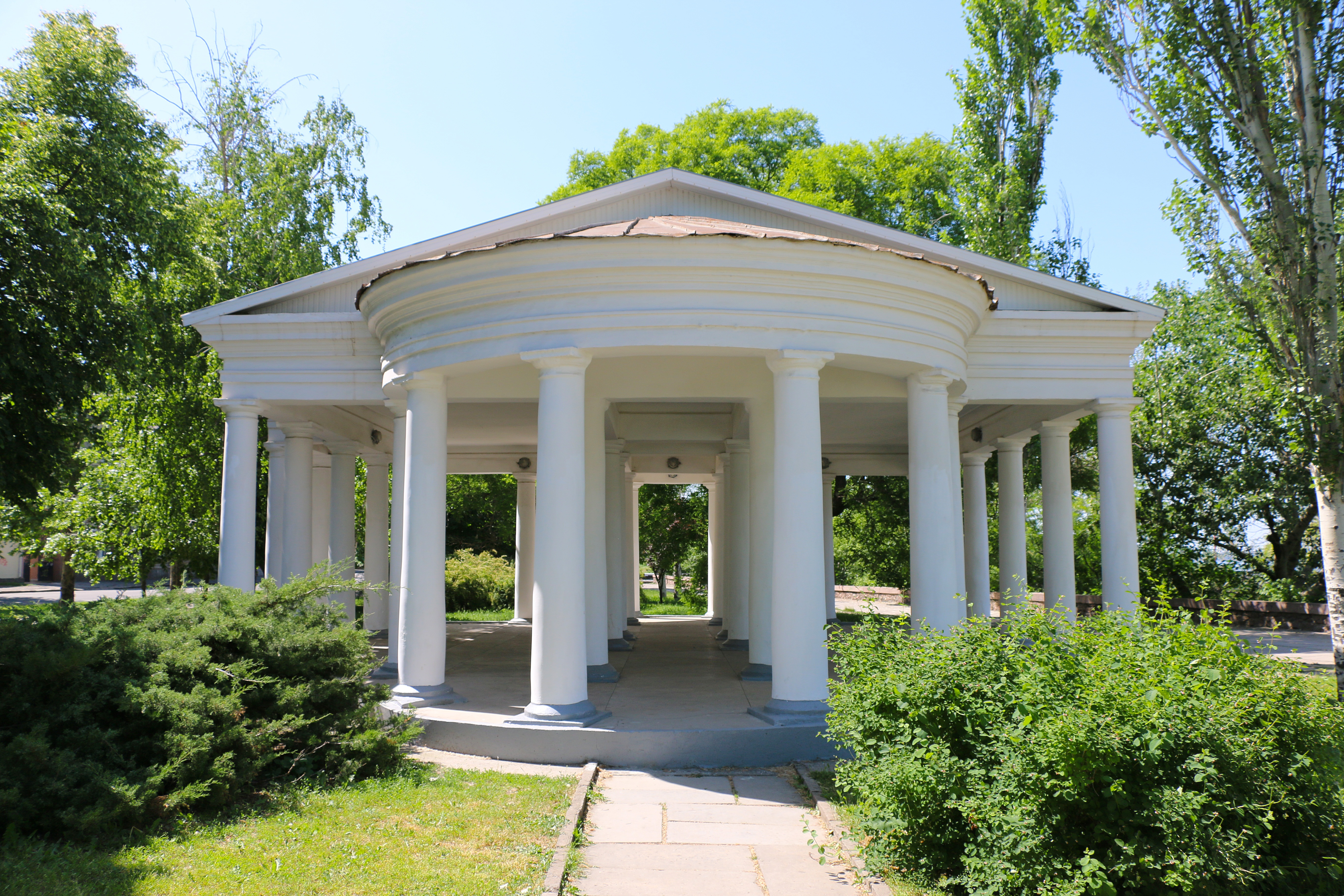
Ротонда в травні 2015
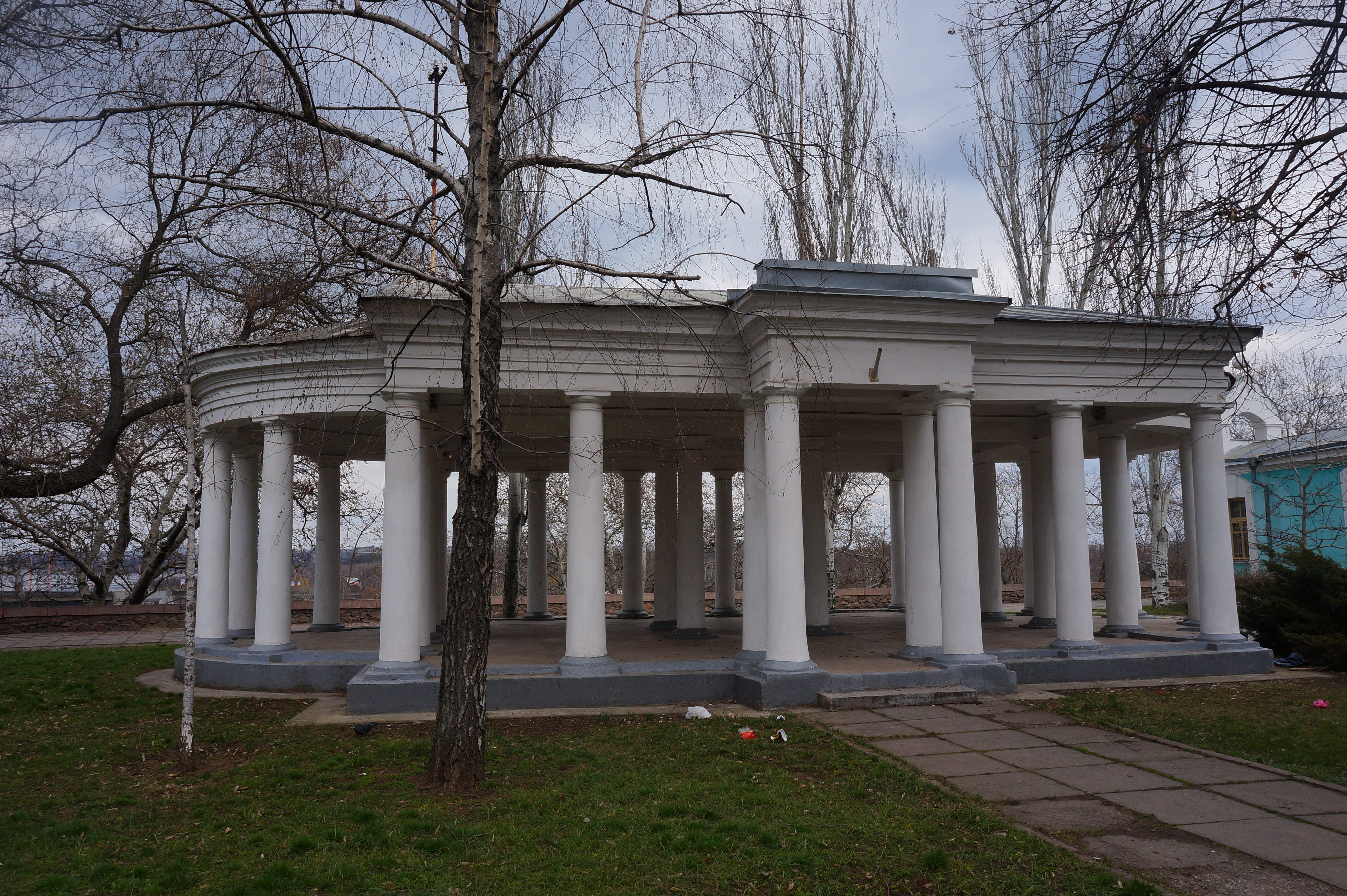
Ротонда в березні 2017